# Ranunculus formosa-montanus
Ranunculus formosa-montanus Ohwi – gatunek rośliny z rodziny jaskrowatych (Ranunculaceae Juss.). Występuje endemicznie na Tajwanie. 

## Morfologia
PokrójBylina o owłosionych pędach. Dorasta do 10–20 cm wysokości.
LiścieSą owłosione. Mają prawie pięciokątny kształt. Mierzą 3 cm długości oraz 3 cm szerokości. Nasada liścia ma sercowaty kształt. Ogonek liściowy jest owłosiony i ma 8–15 cm długości.
KwiatySą pojedyncze. Pojawiają się na szczytach pędów. Mają żółtą barwę. Dorastają do 20 mm średnicy. Mają 5 owalnych działek kielicha, które dorastają do 4–5 mm długości. Mają 7 owalnych płatków o długości 7–8 mm.
OwoceNagie niełupki o odwrotnie jajowatym kształcie i długości 1–2 mm. Tworzą owoc zbiorowy – wieloniełupkę o prawie kulistym kształcie i dorastającą do 5 mm długości.

## Biologia i ekologia
Rośnie na obszarze górskim na terenach otwartych. Występuje na wysokości około 2600 m n.p.m. Kwitnie w lipcu. Preferuje stanowiska w pełnym nasłonecznieniu. Dobrze rośnie na ubogim i dobrze przepuszczalnym podłożu.